# Elisabeth Ivanovsky
Élisavieta Andréïevna Ivanovskaia (Kisjinev, 25 juli 1910 – Brussel, 11 april 2006), beter bekend als Elisabeth Ivanovsky, was een Belgische schilder en illustrator. Ze stond bekend voor haar kinderboekenillustraties. Haar inspiratie haalde ze uit Russische tradities en uit de avant-garde-kunst, waaronder het constructivisme. Ze overleed in 2006 te Brussel.

## Biografie
Elisabeth Ivanovsky werd geboren op 25 juli 1910 in Kisjinev (nu Chisinau in het huidige Moldavië). Ze had oorspronkelijk de Russische nationaliteit. Als tiener was ze student aan de Academie van Kisjinev. Ze verliet de school in 1932 en ging naar de Brusselse École Nationale Supérieure des Arts Visuels, beter bekend als "La Cambre". In 1934 studeerde ze af.
Ivanovsky specialiseerde zich tijdens haar opleiding aan La Cambre in boekillustraties en boekdrukkunst. Ze kreeg onder meer les van de Belgische kunstenaar Joris Minne. Haar talent werd opgemerkt door de schrijver Franz Hellens. Na haar studie vroeg hij haar om illustraties voor zijn boeken te maken, waaronder La mort dans l'âme (De dood in de ziel, 1934) en Histoire de Bass Bassina Boulou (1936). Dankzij de samenwerking met Hellens kwam Ivanovsky in contact met de Belgische literaire wereld en werd ze door meerdere schrijvers benaderd, waaronder Marcelle Vérité, Daniel Gillès, Stijn Streuvels en Ernest Claes.
In 1935 verwierf Ivanosky het diploma scenografie en theaterkostuumontwerp nadat ze de opleiding van Herman Teirlinck volgde. Hij nodigde haar daarna uit om de kostuums te creëren voor zijn opvoering van het theaterstuk Elckerlijc.
In 1937 ontmoette ze de dichter René Meurant, waarmee ze in 1944 trouwde. Zo verkreeg ze de Belgische nationaliteit. Samen hadden ze drie kinderen: musicoloog Anne Meurant (°1944), dichter Serge Meurant (°1946) en kunstenaar Georges Meurant (°1948). 
Met haar theaterdecors behaalde ze in 1937 een gouden medaille op de VIde Biënnale van Milaan. 
Tussen 1941 en 1946 werkten Ivanovsky en Meurant samen aan een reeks miniatuurboeken voor kinderen, genaamd Pomme d'Api, voor de Belgische uitgeverij Éditions des Artistes (opgericht door George Houyoux). De reeks werd een commercieel succes. Naast Éditions des Artistes werkte Ivanovsky voor uitgeverijen als De Sikkel, Gautier-Languereau, Casterman en Desclée de Brouwer. 

## Werk
Ivanovsky had na 70 jaar activiteit als illustratrice ongeveer 350 publicaties op haar naam staan. Internationale bekendheid verwierf ze onder andere met haar vernieuwende illustratiestijl. Bekende werken van haar hand zijn de boeken La légende de Saint Nicolas (1933), Cirkus (1933) en de miniatuurboekenreeks Pomme d'Api.
De stijl van Ivanovsky wordt gekenmerkt door constructivistische elementen, het gebruik van maximaal vijf kleuren en invloeden van Russische volksprenten. Haar meest gebruikte technieken zijn monotype, stencils en houtsnedes.
De Vlaamse kinderboekillustraties waren in de loop van de jaren 1930 onderhevig aan avant-gardistische ontwikkelingen, zoals het expressionisme, het Russische constructivisme, het kubisme en futurisme. Met name de constructivistische invloeden zijn terug te vinden in het werk van Ivanovsky. Bijzonder voor die tijd was de toevoeging van kleur, waardoor de linosneden meer diepte vertonen dan illustraties gemaakt met zwarte inkt. Nog meer indruk maakte ze met het boek Cirkus (1933). Ze combineerde abstracte geometrische vormen met heldere kleuren.
Bij Le paysan et l'ours (De boer en de beer, 1934) stapte Ivanovsky af van het gebruik van primaire kleuren en koos ze voor meer aardse tonen. Inspiratie haalde ze uit de Russische lubok, een Russische volksprent waarbij een goedkope vorm van houtsnede wordt gebruikt.
Naast de avant-gardistische invloeden verscheen er ook eclecticisme in haar werk. Vooral de West-Afrikaanse cultuur vormde een nieuwe inspiratiebron, bijvoorbeeld in de boeken Histoire de Bass Bassina Boulou (1936) en Geschiedenis van de zwarte pop (1942). In dat laatste boek (1942) vergeleek Ivanovsky het grauwe Parijs met het kleurrijke Congo.

## Publicaties
Een selectie uit de 346 werken van haar hand:
- La légende de Saint Nicolas. Brussel: ISAD, 1933. (OCLC 957670274).
- Le paysan et l'ours. Conte Russe. Brussel: Éditions de l'I.S.A.D. 1934.
- Grands et petits, Brugge: Desclée de Brouwer, 1934. (OCLC 4475966).
- Deux contes russes, Brugge: Desclée de Brouwer, 1934. (OCLC 460264132).
- La mort dans l'âme, tekst van Franz Hellens. La Haye: LGC Boucher, 1935. (OCLC 63422425).
- Un tas d'histoires, tekst van Jeanne Cappe, Parijs: Desclée de Brouwer, 1936. (OCLC 13735673).
- Saint Nicolas, tekst van Henri Ghéon, Parijs: Desclée de Brouwer, 1936. (OCLC 459341268).
- Les minutes insolites, tekst van Marcel Lecomte, Brussel: Paradis-Perdu, 1936. (OCLC 58392779).
- Histoire de Bass Bassina Boulou, tekst van Franz Hellens, Parijs: Desclée de Brouwer, 1936. (OCLC 459856850).
- Paradijssprookje, tekst van Max Mell, Stijn Streuvels. Brugge: Uitgeverij "Wiek op", 1939. (OCLC 68513498).
- Een gang door het jaar, tekst van Stijn Streuvels, Amsterdam: L.J. Veen's Uitgevers Mij, 1941. (OCLC 503792137).
- Vier sprookjes van H.C. Andersen, navertaald door Paul Verbruggen. Antwerpen: De Sikkel, 1942. (OCLC 42283059).
- Bestiaire des songes, tekst van René Meurant. Brussel: Éditions des Artistes, 1943. (OCLC 652386670).
- Quatre perles du trésor des frères Grimm, Franse bewerking door René Meurant. Brussel: Éditions des Artistes, 1943. (OCLC 459588174).
- La fontaine merveilleuse, tekst van Elsa Steinmann, Parijs: Éditions Du Seuil, 1945. (OCLC 929782067).

## Archief en collecties
Het archief van het werk van Elisabeth Ivanovsky werd opgenomen in de collectie van de Bibliothèque nationale de France, waar het ook al vertoond werd tijdens exposities zoals Éloge de la rareté: Cent trésors de la Réserve des livres rares (2015).
Werken van Elisabeth Ivanovsky zijn opgenomen in de collecties van de volgende openbare instellingen:
- Nationaal Museum voor de Kunst van Moldavië, Chișinău
- Van Abbemuseum LS Collection, Eindhoven
- Bibliothèque nationale de France – Réserve précieuse, Parijs
- ENSAV (La Cambre), Brussel
- KBR Koninklijke Bibliotheek van België, Brussel
- Archives et Musée de la Littérature, Brussel
- University of Minnesota Libraries Kerland Fund
- Communauté Wallonie-Bruxelles

- Bibliothèque nationale de France: cb11908329b (data)
- Digitale Bibliotheek voor de Nederlandse Letteren: ivan002
- Gemeinsame Normdatei: 134166183
- International Standard Name Identifier: 0000 0001 0776 7149
- Library of Congress Control Number: n50037695
- Nationale Bibliotheek van Israël: 987007367218005171
- Nederlandse Thesaurus van Auteursnamen: 071330143
- RKD-Nederlands Instituut voor Kunstgeschiedenis: 41213
- Système universitaire de documentation: 026932008
- Trove: 1214233
- Virtual International Authority File: 7391803
- WorldCat: E39PBJmP9gqdF7vB7CrdJWWMT3